# جبر فون نیومن
در ریاضیات ، جبر فون نویمان یا جبر W*-جبر *-از عملگرهای محدود در فضای هیلبرت است که در توپولوژی عملگر ضعیف بسته است و شامل عملگر هویت است. این نوع خاصی از جبر C* است.
جبرهای فون نویمان در اصل توسط جان فون نویمان با انگیزه مطالعه او در مورد عملگرهای منفرد ، نمایش گروهی ، نظریه ارگودیک و مکانیک کوانتومی معرفی شد. قضیه کموتانت دوگانه او نشان می دهد که تعریف تحلیلی معادل یک تعریف جبری صرف به عنوان جبری از تقارن است.
دو مثال اساسی از جبرهای فون نویمان به شرح زیر است:
- حلقه {\displaystyle L^{\infty }(\mathbb {R} )} از توابع قابل اندازه گیری اساساً محدود روی خط واقعی یک جبر جابجایی فون نویمان است که عناصر آن با ضرب نقطه ای در فضای هیلبرت به عنوان عملگر ضرب عمل می کنند. {\displaystyle L^{2}(\mathbb {R} )} توابع قابل ادغام مربع .
- جبر {\displaystyle {\mathcal {B}}({\mathcal {H}})} از تمام عملگرهای محدود در فضای هیلبرت {\displaystyle {\mathcal {H}}} جبر فون نویمان است، اگر فضای هیلبرت حداقل بعد داشته باشد، غیرقابل تعویض است {\displaystyle 2} .

جبرهای فون نویمان برای اولین بار توسط (von Neumann 1930) در سال 1929 مورد مطالعه قرار گرفت. او و فرانسیس موری نظریه اولیه را با نام اصلی حلقه‌های عملگرها در مجموعه‌ای از مقالات که در دهه‌های 1930 و 1940 نوشته شده بود، توسعه دادند ( F.J. موری & جی فون نویمان 1936     ; J. فون نویمان 1938       )، تجدید چاپ در آثار جمع آوری شده (von Neumann 1961) .
گزارش مقدماتی جبرهای فون نویمان در یادداشت‌های آنلاین (Jones 2003) و (Wassermann 1991) و کتاب‌های (Dixmier 1981) ، (Schwartz 1967) ، (Blackadar 2005) و (Sakai 1971) آمده است. اثر سه جلدی (Takesaki 1979) شرح دایره‌المعارفی این نظریه را ارائه می‌کند. کتاب (Connes 1994) موضوعات پیشرفته تری را مورد بحث قرار می دهد.

## تعاریف
سه راه متداول برای تعریف جبرهای فون نویمان وجود دارد.
اولین و رایج ترین راه این است که آنها را به عنوان جبرهای بسته ضعیف * عملگرهای محدود (در فضای هیلبرت) که حاوی هویت هستند، تعریف کنیم. در این تعریف، توپولوژی ضعیف (اپراتور) را می توان با بسیاری از توپولوژی های رایج دیگر از جمله توپولوژی های اپراتور قوی ، فوق قوی یا فوق ضعیف جایگزین کرد. جبرهای *-عملگرهای محدود که در توپولوژی هنجار بسته هستند جبرهای C*-جبر هستند، بنابراین به طور خاص هر جبر فون نویمان یک جبر C* است.
تعریف دوم این است که جبر فون نویمان زیر جبری از عملگرهای محدود بسته شده تحت تابش (عملیات *) و برابر با جابجایی دوتایی آن است، یا به طور معادل جانشین برخی از جبرهای فرعی بسته شده در زیر *. قضیه کموتانت دوگانه فون نویمان (von Neumann 1930)   می گوید که دو تعریف اول معادل هستند.
دو تعریف اول جبر فون نویمان را بطور عینی به عنوان مجموعه ای از عملگرها توصیف می کنند که بر روی فضای هیلبرت معین عمل می کنند. (Sakai 1971) نشان داد که جبرهای فون نویمان را می‌توان به‌طور انتزاعی به‌عنوان جبرهای C* که دارای پیش‌دوالی هستند نیز تعریف کرد. به عبارت دیگر جبر فون نویمان، که به عنوان فضای باناخ در نظر گرفته می شود، دوگانه فضای باناخ دیگری است که به آن پردوال می گویند. مقدمه جبر فون نویمان در واقع تا ایزومورفیسم منحصر به فرد است. برخی از نویسندگان از «جبر فون نویمان» برای جبرها همراه با یک عمل فضایی هیلبرت، و «جبر W*-» برای مفهوم انتزاعی استفاده می کنند، بنابراین جبر فون نویمان یک جبر W*- همراه با فضای هیلبرت و یک وفادار مناسب است. اقدام واحد در فضای هیلبرت تعاریف عینی و انتزاعی یک جبر فون نویمان مشابه تعاریف عینی و انتزاعی جبر C* است که می‌تواند به عنوان جبرهای *-بسته هنجار عملگرها در فضای هیلبرت یا به عنوان جبرهای *-باناخ تعریف شود. طوری که || aa* ||=|| یک || || a* ||.

## اصطلاحات
برخی از اصطلاحات در نظریه جبر فون نویمان می تواند گیج کننده باشد و اصطلاحات اغلب معانی متفاوتی خارج از موضوع دارند.
- یک عامل جبر فون نویمان با مرکز بی اهمیت است، یعنی مرکزی که فقط از عملگرهای اسکالر تشکیل شده است.
- جبر فون نویمان <b id="mwXQ">متناهی</b> جبر است که انتگرال مستقیم عوامل محدود است (به این معنی که جبر فون نویمان یک حالت ردیابی طبیعی وفادار دارد. {\displaystyle \tau :M\rightarrow \mathbb {C} }  ). به طور مشابه، جبرهای فون نویمان نامتناهی، انتگرال مستقیم عوامل نامحدود هستند.
- جبر فون نویمان که بر روی یک فضای هیلبرت قابل تفکیک عمل می کند، تفکیک پذیر نامیده می شود. توجه داشته باشید که چنین جبرهایی به ندرت در توپولوژی هنجار قابل تفکیک هستند.
- جبر فون نویمان که توسط مجموعه‌ای از عملگرهای محدود در فضای هیلبرت ایجاد می‌شود ، کوچک‌ترین جبر فون نویمان است که همه آن عملگرها را در بر می‌گیرد.
- حاصل ضرب تانسور دو جبر فون نویمان که بر روی دو فضای هیلبرت عمل می‌کنند، جبر فون نویمان است که توسط حاصلضرب تانسور جبری آن‌ها تولید می‌شود، که به عنوان عملگر در حاصل ضرب تانسور فضای هیلبرت در فضاهای هیلبرت در نظر گرفته می‌شود.

با فراموش کردن توپولوژی جبر فون نویمان، می‌توانیم آن را یک جبر * (یکی) یا فقط یک حلقه در نظر بگیریم. جبرهای فون نویمان نیمه ارثی هستند: هر زیرماژول به طور محدود تولید شده از یک ماژول تصویری، خود تصویری است. تلاش‌های متعددی برای مشخص کردن حلقه‌های زیرین جبرهای فون نویمان، از جمله حلقه*های Baer و جبرهای AW* صورت گرفته است. جبر * -عملگرهای وابسته یک جبر فون نویمان محدود یک حلقه منظم فون نویمان است. (خود جبر فون نویمان به طور کلی فون نویمان منظم نیست.)

## جبرهای جابجایی فون نویمان
رابطه بین جبرهای جابجایی فون نویمان و فضاهای اندازه گیری مشابه رابطه بین جبرهای جابجایی C* و فضاهای هاسدورف فشرده محلی است. هر جبر جابجایی فون نویمان به L ∞ ( X ) برای مقداری فضای اندازه گیری ( X, μ) هم شکل است و برعکس، برای هر فضای اندازه گیری محدود σ- X ، *-جبر L ∞ ( X ) یک جبر فون نویمان است.
با توجه به این قیاس، نظریه جبرهای فون نویمان را نظریه اندازه گیری غیرتقابلی می نامند، در حالی که نظریه جبرهای C* را گاهی توپولوژی غیر جابجایی می نامند (Connes 1994)   .

## پیش بینی ها
عملگرهای E در جبر فون نویمان که E = EE = E* برای آنها پیش بینی نامیده می شود. آنها دقیقاً عملگرهایی هستند که یک طرح متعامد از H را روی یک زیرفضای بسته ارائه می دهند. گفته می شود که یک زیرفضای فضای هیلبرت H متعلق به جبر فون نویمان M است اگر تصویری از برآمدگی در M باشد. این یک مطابقت 1:1 بین پیش بینی های M و زیرفضاهایی که به M تعلق دارند ایجاد می کند. به طور غیررسمی، اینها زیرفضاهای بسته ای هستند که می توان آنها را با استفاده از عناصر M توصیف کرد، یا M در مورد آنها می داند.
می توان نشان داد که بسته شدن تصویر هر عملگر در M و هسته هر عملگر در M متعلق به M است. همچنین بسته شدن تصویر تحت عملگر M از هر زیرفضای متعلق به M نیز متعلق به M است. (این نتایج نتیجه تجزیه قطبی است).

### تئوری مقایسه پیش بینی ها
اصول پایه‌ای نظریه‌ی پروژکشن‌ها توسط موری و فون نویمن (1936) تدوین شد. دو زیرفضایی که متعلق به M هستند، معادل (موری-فون نویمن) نامیده می‌شوند اگر و تنها اگر یک همارزی جزئی وجود داشته باشد که به طور ایزومورفیک اولی را به دیگری نگاشت کند و عنصری از جبر فون نویمن باشد (به طور غیررسمی، اگر M "می‌داند" که زیرفضاها ایزومورف هستند). این، رابطه‌ی همارزی طبیعی را بر روی پروژکشن‌ها القا می‌کند به این صورت که E معادل F است اگر و تنها اگر زیرفضاهای متناظر معادل باشند، یا به عبارت دیگر اگر یک همارزی جزئی در H وجود داشته باشد که به طور ایزومتری تصویر E را به تصویر F نگاشت کند و عنصری از جبر فون نویمن باشد. راه دیگر بیان این است که E معادل F است اگر و تنها اگر E=uu* و F=u*u برای برخی همارزی جزئی u در M باشد.
رابطه‌ی همارزی ~ که به این صورت تعریف شده است، در معنای زیر افزایشی است: فرض کنید که E1 ~ F1 و E2 ~ F2. اگر E1 ⊥ E2 و F1 ⊥ F2 باشد، آنگاه E1 + E2 ~ F1 + F2 خواهد بود. افزایشی بودن به طور کلی برقرار نخواهد بود اگر در تعریف ~ همارزی یونیتری را مد نظر قرار دهیم، یعنی اگر بگوییم E معادل F است اگر برای برخی یونیتری u، u*Eu = F باشد. قضایای شرودر-برنشتاین برای جبرهای عملگر، شرط کافی برای همارزی موری-فون نویمن را ارائه می‌دهد.
فضاهای فرعی متعلق به M تا حدی با گنجاندن مرتب می شوند و این باعث ایجاد نظم جزئی ≤ پیش بینی ها می شود. همچنین یک نظم جزئی طبیعی در مجموعه کلاس های هم ارزی پیش بینی ها وجود دارد که با ترتیب جزئی ≤ پیش بینی ها القا می شود. اگر M یک عامل باشد، ≤ یک ترتیب کل در کلاس های هم ارزی پیش بینی ها است که در بخش ردیابی های زیر توضیح داده شده است.
یک برجستگی (یا زیرفضای متعلق به M ) E به یک طرح ریزی متناهی گفته می شود که هیچ طرحی F < E (به معنی F ≤ E و F ≠ E ) که معادل E باشد وجود نداشته باشد. به عنوان مثال، تمام برجستگی‌های (یا زیرفضاهای) محدود بُعد محدود هستند (زیرا ایزومتریک‌های بین فضاهای هیلبرت بعد را ثابت می‌گذارند)، اما عملگر هویت در فضای بی‌بعد هیلبرت در جبر فون نویمان تمام عملگرهای محدود شده محدود نیست. از آنجایی که از نظر ایزومتریک نسبت به زیرمجموعه ای مناسب از خودش هم شکل است. با این حال این امکان وجود دارد که فضاهای فرعی ابعادی نامتناهی محدود باشند.
پیش بینی های متعامد ، آنالوگ های غیر جابجایی توابع نشانگر در L∞ ( R ) هستند. L ∞ ( R ) ||·|| است ∞ -بسته شدن فضای فرعی تولید شده توسط توابع نشانگر. به طور مشابه، جبر فون نویمان توسط پیش بینی های آن ایجاد می شود. این نتیجه قضیه طیفی برای عملگرهای خود الحاقی است.
پیش بینی های یک عامل محدود یک هندسه پیوسته را تشکیل می دهند.

## عوامل
جبر فون نویمان N که مرکز آن فقط از مضرب عملگر هویت تشکیل شده است، عامل نامیده می شود. همانطور که (von Neumann 1949) نشان داد، هر جبر فون نویمان در فضای هیلبرت قابل تفکیک به یک انتگرال مستقیم از عوامل هم شکل است. این تجزیه اساسا منحصر به فرد است. بنابراین، مشکل طبقه‌بندی کلاس‌های هم‌مورفیسم جبرهای فون نویمان در فضاهای قابل تفکیک هیلبرت را می‌توان به طبقه‌بندی کلاس‌های هم‌شکل عوامل کاهش داد.
(Murray و von Neumann 1936) showed that every factor has one of 3 types as described below.  The type classification can be extended to von Neumann algebras that are not factors, and a von Neumann algebra is of type X if it can be decomposed as a direct integral of type X factors;  for example, every commutative von Neumann algebra has type I1. Every von Neumann algebra can be written uniquely as a sum of von Neumann algebras of types I, II, and III.
چندین روش دیگر برای تقسیم فاکتورها به کلاس ها وجود دارد که گاهی اوقات از آنها استفاده می شود:
- یک عامل اگر نوع I داشته باشد گسسته (یا گاهی رام ) و اگر نوع II یا III داشته باشد پیوسته (یا گاهی اوقات وحشی ) نامیده می شود.
- یک عامل اگر نوع I یا II داشته باشد نیمه متناهی و اگر نوع III داشته باشد کاملاً نامحدود نامیده می شود.
- یک عامل محدود نامیده می شود اگر طرح 1 محدود و در غیر این صورت به درستی نامحدود باشد. فاکتورهای نوع I و II ممکن است محدود یا به درستی نامحدود باشند، اما عوامل نوع III همیشه به درستی نامحدود هستند.

### عوامل نوع I
یک فاکتور از نوع I گفته می شود که یک برجستگی حداقلی E ≠ 0 وجود داشته باشد، یعنی یک برآمدگی E به گونه ای که هیچ طرح F دیگری با 0 < F < E وجود نداشته باشد. هر عاملی از نوع I با جبر فون نویمان همه عملگرهای محدود در فضای هیلبرت هم شکل است. از آنجایی که برای هر عدد اصلی یک فضای هیلبرت وجود دارد، کلاس های هم ریختی عوامل نوع I دقیقاً با اعداد اصلی مطابقت دارند. از آنجایی که بسیاری از نویسندگان جبرهای فون نویمان را فقط در فضاهای هیلبرت قابل تفکیک در نظر می گیرند، مرسوم است که عملگرهای محدود در فضای هیلبرت با ابعاد محدود n را عاملی از نوع I n ، و عملگرهای محدود شده را در فضای هیلبرت بی‌بعدی قابل تفکیک نامیده می‌شوند. عامل نوع I ∞ .

### عوامل نوع دوم
اگر پیش‌بینی‌های حداقلی وجود نداشته باشد اما پیش‌بینی‌های محدود غیرصفری وجود داشته باشد، به یک عامل از نوع II گفته می‌شود. این نشان می دهد که هر طرح E را می توان "نصف" کرد به این معنا که دو طرح F و G وجود دارد که معادل موری-فون نیومن هستند و E = F + G را برآورده می کنند. اگر عملگر هویت در یک عامل نوع II محدود باشد، ضریب از نوع II 1 گفته می شود. در غیر این صورت، گفته می شود که از نوع II ∞ است. بهترین فاکتورهای درک شده از نوع II عبارتند از عامل فوق محدود نوع II <sub id="mwASY">1</sub> و عامل فوق محدود نوع II <sub id="mwASg">∞</sub> که توسط (Murray و von Neumann 1936) یافت شد. اینها فاکتورهای فوق محدود منحصر به فرد از نوع II 1 و II ∞ هستند. تعداد بی شماری از عوامل دیگر از این نوع وجود دارد که موضوع مطالعه فشرده است. (Murray و von Neumann 1937) این نتیجه اساسی را ثابت کردند که یک عامل نوع II 1 یک حالت متناهی منحصر به فرد دارد و مجموعه آثار پیش بینی ها [0،1] است.
ضریب نوع II ∞ دارای یک رد نیمه محدود است که تا مقیاس مجدد منحصر به فرد است و مجموعه آثار برآمدگی [0,∞] است. مجموعه اعداد حقیقی λ به گونه‌ای که یک اتومورفیسم وجود داشته باشد که ردیابی را با ضریب λ تغییر می‌دهد، گروه بنیادی عامل ∞ نوع II نامیده می‌شود.
حاصل ضرب تانسور یک ضریب نوع II 1 و یک عامل بی نهایت نوع I دارای نوع II ∞ است و برعکس هر عاملی از نوع II ∞ را می توان به این صورت ساخت. گروه بنیادی یک عامل نوع II 1 به عنوان گروه بنیادی حاصلضرب تانسور آن با ضریب نامتناهی (قابل تفکیک) از نوع I تعریف می شود. برای سال های متمادی، یافتن یک عامل نوع II که گروه بنیادی آن نبود یک مشکل باز بود. گروه واقعی‌های مثبت ، اما کونس سپس نشان داد که جبر گروهی فون نویمان از یک گروه گسسته قابل شمارش با خاصیت کژدان (T) (نمایش بی‌اهمیت در حالت دوگانه جدا شده است. فضا)، مانند SL(3، Z )، دارای یک گروه بنیادی قابل شمارش است. متعاقباً، سورین پوپا نشان داد که گروه بنیادی می تواند برای گروه های خاصی بی اهمیت باشد، از جمله حاصلضرب نیمه مستقیم Z 2 توسط SL(2, Z ).
نمونه ای از یک عامل نوع II 1 جبر گروه فون نویمان از یک گروه گسسته نامتناهی قابل شمارش است به طوری که هر کلاس مزدوج غیر پیش پا افتاده بی نهایت است. (McDuff 1969) یک خانواده غیرقابل شمارش از چنین گروه هایی را با جبرهای گروه فون نویمان غیر هم شکل پیدا کرد، بنابراین وجود عوامل غیرقابل شمارش متفاوت قابل تفکیک نوع II 1 را نشان داد.

### عوامل نوع III
در نهایت، فاکتورهای نوع III عواملی هستند که به هیچ وجه شامل هیچ پیش‌بینی متناهی غیرصفری نیستند. در اولین مقاله خود (Murray و von Neumann 1936) قادر به تصمیم گیری در مورد وجود یا عدم وجود آنها نبودند. اولین نمونه ها بعداً توسط (von Neumann 1940) یافت شد. از آنجایی که عملگر هویت همیشه در آن فاکتورها نامحدود است، گاهی اوقات آنها را نوع III ∞ در گذشته می نامیدند، اما اخیراً این نماد با نماد III λ جایگزین شده است، که در آن λ یک عدد واقعی در بازه [0,1] است. به طور دقیق تر، اگر طیف Connes (گروه مدولار آن) 1 باشد، ضریب از نوع III 0 است، اگر طیف Connes تمام توان های انتگرال λ برای 0 باشد. < λ < 1، آنگاه نوع III λ است، و اگر طیف Connes تماماً واقعی مثبت باشد، نوع III 1 است. (طیف Connes یک زیرگروه بسته از واقعیات مثبت است، بنابراین اینها تنها احتمالات هستند.) تنها ردیابی در فاکتورهای نوع III مقدار ∞ را در تمام عناصر مثبت غیر صفر می گیرد و هر دو پیش بینی غیر صفر معادل هستند. زمانی فاکتورهای نوع III به عنوان اجسام غیرقابل حل در نظر گرفته می شدند، اما نظریه تومیتا تاکساکی به یک نظریه ساختار خوب منجر شده است. به طور خاص، هر عامل نوع III را می توان به صورت متعارف به عنوان حاصل ضرب ضربدر یک عامل ∞ نوع II و اعداد واقعی نوشت.

## پیش دال
هر جبر فون نویمان M دارای M ∗ ماقبلی است که فضای باناخ همه تابع‌های خطی بسیار ضعیف پیوسته روی M است. همانطور که از نام آن پیداست، M (به عنوان فضای باناخ) دوگانه پیش‌دوال آن است. پیش‌دوال از این نظر منحصربه‌فرد است که هر فضای باناخ دیگری که دوگانه‌اش M باشد، از نظر متعارف هم‌مورف به M * است. (Sakai 1971) نشان داد که وجود یک پیش‌دوال جبرهای فون نویمان را در بین جبرهای C* مشخص می‌کند.
به نظر می رسد تعریف پیش فرضی که در بالا داده شد به انتخاب فضای هیلبرت بستگی دارد که M روی آن عمل می کند، زیرا این موضوع توپولوژی فوق ضعیف را تعیین می کند. با این حال، پیش‌دوال را می‌توان بدون استفاده از فضای هیلبرت که M روی آن عمل می‌کند، با تعریف آن به عنوان فضای تولید شده توسط همه تابع‌های خطی عادی مثبت در M تعریف کرد. (در اینجا «نرمال» به این معنی است که وقتی برای شبکه‌های افزایش‌دهنده عملگرهای خود الحاق اعمال می‌شود، یا به طور معادل برای افزایش دنباله‌های برآمدگی، برتری را حفظ می‌کند.)
M ∗ پیش‌فرض، زیرفضای بسته‌ای از M* دوگانه است (که از همه تابع‌های خطی پیوسته هنجار روی M تشکیل شده است) اما عموماً کوچک‌تر است. اثبات اینکه M ∗ (معمولاً) با M* یکسان نیست غیرسازنده است و از اصل انتخاب به صورت اساسی استفاده می کند. نمایش عناصر صریح M* که در M * نیستند بسیار سخت است. به عنوان مثال، اشکال خطی مثبت عجیب و غریب در جبر فون نویمان l ∞ ( Z ) توسط اولترافیلترهای آزاد ارائه می شود. آنها با همومورفیسم های عجیب و غریب * به C مطابقت دارند و فشرده سازی Stone-Čech Z را توصیف می کنند.
مثال ها:
1. مقدمه جبر فون نویمان L∞ ( R ) از توابع اساساً محدود در R فضای Banach L 1 ( R ) از توابع قابل ادغام است . دوگانه L ∞ ( R ) به شدت بزرگتر از L 1 ( R ) است برای مثال ، تابعی در L ∞ ( R ) که اندازه دیراک δ 0 را در زیر فضای بسته توابع پیوسته محدود C 0b ( R ) گسترش می دهد نمی تواند به عنوان یک تابع در L 1 ( R ) نشان داده شود.
2. پیشینی جبر فون نویمان B ( H ) از عملگرهای محدود در فضای هیلبرت H فضای باناخ همه عملگرهای کلاس ردیابی با هنجار ردیابی است || A ||= Tr(| A |). فضای Banach از عملگرهای کلاس ردیابی خود دوگانه جبر C * عملگرهای فشرده است (که جبر فون نویمان نیست).

اوزان و حالات و موارد خاص آنها به تفصیل در (Takesaki 1979)   مورد بحث قرار گرفته است .
- وزن ω در جبر فون نویمان یک نقشه خطی از مجموعه عناصر مثبت (آنهایی به شکل a*a ) تا [0,∞] است.
- تابع خطی مثبت وزنی است با ω(1) محدود (یا بهتر بگوییم امتداد ω به کل جبر با خطی بودن).
- حالت وزنی است با ω(1) = 1.
- ردیابی وزنی است با ω( aa* ) = ω( a*a ) برای همه a .
- حالت ردیابی ردی است با ω(1) = 1.

هر عاملی دارای ردی است به طوری که رد یک برآمدگی غیر صفر غیر صفر است و رد یک برآمدگی نامتناهی است اگر و فقط در صورتی که برآمدگی نامحدود باشد. چنین ردیابی تا مقیاس بندی مجدد منحصر به فرد است. برای عواملی که قابل تفکیک یا متناهی هستند، دو پیش بینی معادل هستند اگر و تنها در صورتی که دارای ردیابی یکسان باشند. نوع یک عامل را می توان از مقادیر احتمالی این ردیابی بر روی پیش بینی های فاکتور به شرح زیر خواند:
- نوع I n : 0، x ، 2 x ، .... ، nx برای مقداری x مثبت (معمولاً 1/ n یا 1 نرمال می شود).
- نوع I ∞ : 0، x ، 2 x ، .... ,∞ برای مقداری x مثبت (معمولاً 1 نرمال می شود).
- نوع II 1 : [0, x ] برای مقداری x مثبت (معمولاً 1 نرمال می شود).
- نوع II ∞ : [0،∞].
- نوع III: {0،∞}.

اگر جبر فون نویمان روی فضای هیلبرت حاوی بردار هنجار 1 v عمل کند، آنگاه تابعی a → ( av, v ) یک حالت عادی است. این ساختار را می توان معکوس کرد تا یک عملکرد در فضای هیلبرت از حالت عادی ارائه شود: این ساختار GNS برای حالت های عادی است.

## ماژول بیش از یک عامل
با توجه به یک عامل قابل تفکیک انتزاعی، می توان برای طبقه بندی ماژول های آن، به معنای فضاهای هیلبرت قابل تفکیک که بر روی آنها عمل می کند، درخواست کرد. پاسخ به این صورت ارائه می‌شود: به هر مدول H می‌توان یک M- بعد کم نور ( H ) داد (نه بعد آن به عنوان یک فضای برداری مختلط) به طوری که مدول‌ها هم شکل هستند اگر و فقط در صورتی که دارای بعد M یکسان باشند. بعد M افزودنی است و یک ماژول نسبت به زیرفضای ماژول دیگر هم شکل است اگر و فقط اگر بعد M کوچکتر یا مساوی داشته باشد.
اگر یک ماژول دارای بردار جداکننده چرخه ای باشد، استاندارد نامیده می شود. هر عامل یک نمایش استاندارد دارد که تا ایزومورفیسم منحصر به فرد است. نمایش استاندارد دارای یک چرخش ضد خطی J است به طوری که JMJ = M′  . برای فاکتورهای محدود، ماژول استاندارد توسط ساختار GNS اعمال می شود که به حالت عادی متمایز منحصر به فرد اعمال می شود و بعد M نرمال می شود به طوری که ماژول استاندارد دارای ابعاد M -1 است، در حالی که برای فاکتورهای بی نهایت ماژول استاندارد ماژول با M- است. بعد برابر با ∞
ابعاد M ممکن ماژول ها به شرح زیر است:
- نوع I n ( n محدود): بعد M می تواند هر یک از 0/ n ، 1/ n ، 2/ n ، 3/ n ، ... باشد. ، ∞. ماژول استاندارد دارای ابعاد M -1 (و بعد پیچیده n 2 ) است.
- نوع I ∞ بعد M می تواند هر یک از 0، 1، 2، 3، ... باشد. ، ∞. نمایش استاندارد B ( H ) H ⊗ H است. بعد M آن ∞ است.
- نوع II 1 : بعد M می تواند هر چیزی در [0، ∞] باشد. نرمال شده است به طوری که ماژول استاندارد دارای ابعاد M -1 است. به بعد M ، ثابت جفت شدن مدول H نیز گفته می شود.
- نوع II ∞ : بعد M می تواند هر چیزی در [0، ∞] باشد. به طور کلی هیچ راه متعارفی برای عادی سازی آن وجود ندارد. این عامل ممکن است دارای اتومورفیسم های بیرونی باشد که بعد M را در ثابت ها ضرب می کند. نمایش استاندارد نمایشی است که با M -dimension ∞ است.
- نوع III: بعد M می تواند 0 یا ∞ باشد. هر دو ماژول غیر صفر هم شکل هستند و همه ماژول های غیر صفر استاندارد هستند.

## جبرهای قابل قبول فون نویمان
(Connes 1976) and others proved that the following conditions on a von Neumann algebra M on a separable Hilbert space H are all equivalent:
- M فوق متناهی یا AFD یا تقریباً بعد محدود یا تقریباً محدود است: این بدان معنی است که جبر شامل یک دنباله صعودی از زیر جبرهای بعد محدود با اتحادیه متراکم است. (هشدار: برخی از نویسندگان از "hyperfinite" به معنای "AFD و محدود" استفاده می کنند.)
- M قابل قبول است: این بدان معنی است که مشتقات M با مقادیر در دو مدول دوگانه Banach معمولی همه درونی هستند.[۱]
- M دارای خاصیت شوارتز P است: برای هر عملگر محدود T در H عملگر ضعیف بدنه محدب بسته عناصر uTu* حاوی عنصری است که با M در رفت و آمد است.
- M نیمه گسسته است: این بدان معنی است که نقشه هویت از M تا M یک حد ضعیف نقطه ای از نقشه های کاملاً مثبت با رتبه محدود است.
- M دارای ویژگی E یا ویژگی توسعه Hakeda–Tomiyama است: این به این معنی است که یک پیش بینی هنجار 1 از عملگرهای محدود روی H به M وجود دارد.
- M تزریقی است: هر نقشه خطی کاملاً مثبت از هر زیرفضای بسته خود الحاقی که حاوی 1 از هر جبر C * واحد A تا M است را می توان به یک نقشه کاملاً مثبت از A تا M گسترش داد.

هیچ اصطلاح عمومی پذیرفته شده ای برای کلاس جبرهای بالا وجود ندارد. Connes پیشنهاد کرده است که amenable باید اصطلاح استاندارد باشد.
عوامل قابل قبول طبقه بندی شده اند: یکی از هر یک از انواع In ، I ∞ ، II 1 ، II ∞ ، III λ وجود دارد، برای 0 < λ ≤ 1، و آنهایی که از نوع III 0 با ارگودیک خاصی مطابقت دارند. جریان می یابد. (برای نوع III 0، نامگذاری این طبقه بندی کمی گمراه کننده است، زیرا مشخص است که هیچ راه آسانی برای طبقه بندی جریان های ارگودیک مربوطه وجود ندارد.) نوع I و II 1 توسط (Murray و von Neumann 1943) طبقه بندی شدند. و بقیه موارد توسط (Connes 1976) طبقه بندی شدند، به جز مورد نوع III 1 که توسط Haagerup تکمیل شد.
همه عوامل قابل قبول را می توان با استفاده از ساخت فضایی با اندازه گیری گروهی موری و فون نویمان برای یک تبدیل ارگودیک ایجاد کرد. در واقع آنها دقیقاً عواملی هستند که به عنوان محصولات متقاطع ناشی از اعمال ارگودیک آزاد Z یا Z/nZ در جبرهای آبلی فون نویمان L∞ ( X ) هستند. فاکتورهای نوع I زمانی رخ می دهند که فضای اندازه گیری X اتمی و عمل گذرا باشد. هنگامی که X منتشر یا غیر اتمی است، معادل [0,1] به عنوان فضای اندازه گیری است. فاکتورهای نوع II زمانی اتفاق می‌افتند که X یک اندازه متناهی معادل (II 1 ) یا نامتناهی ( II∞ ) را می‌پذیرد که تحت عمل Z تغییرناپذیر است. فاکتورهای نوع III در موارد باقیمانده که اندازه گیری ثابتی وجود ندارد، بلکه فقط یک کلاس اندازه گیری ثابت وجود دارد رخ می دهد: این عوامل عوامل کریگر نامیده می شوند.

## محصولات تانسور جبرهای فون نویمان
حاصل ضرب تانسور فضای هیلبرت دو فضای هیلبرت تکمیل حاصلضرب تانسور جبری آنهاست. می توان یک حاصل ضرب تانسور جبرهای فون نیومن (تکمیل حاصلضرب تانسور جبری جبرهایی که به عنوان حلقه در نظر گرفته می شوند) تعریف کرد که باز هم جبر فون نویمان است و بر روی حاصل ضرب تانسور فضاهای هیلبرت مربوطه عمل کرد. حاصل ضرب تانسور دو جبر متناهی متناهی است و حاصل ضرب تانسور یک جبر نامتناهی و یک جبر غیر صفر نامتناهی است. نوع حاصلضرب تانسور دو جبر فون نویمان (I، II یا III) حداکثر نوع آنهاست. قضیه کموتاسیون برای محصولات تانسور بیان می کند که
{\displaystyle (M\otimes N)^{\prime }=M^{\prime }\otimes N^{\prime },}
که در M′  نشان‌دهنده کموتانت M است.
حاصل ضرب تانسور تعداد نامتناهی جبرهای فون نویمان، اگر ساده لوحانه انجام شود، معمولاً جبر غیرقابل تفکیک مسخره‌ای بزرگ است. در عوض، (von Neumann 1938) نشان داد که باید روی هر یک از جبرهای فون نویمان حالتی را انتخاب کرد، از آن برای تعریف حالتی در حاصلضرب تانسور جبری استفاده کرد، که می تواند برای تولید فضای هیلبرت و فون نویمان (به طور منطقی کوچک) استفاده شود. جبر (Araki و Woods 1968) موردی را مطالعه کردند که در آن همه عوامل جبرهای ماتریس محدود هستند. این عوامل را فاکتورهای آراکی-وودز یا فاکتورهای ITPFI می نامند (ITPFI مخفف «ضرب تانسور نامتناهی فاکتورهای محدود نوع I» است). با تغییر حالات، نوع حاصلضرب تانسور نامتناهی می تواند به طور چشمگیری تغییر کند. به عنوان مثال، حاصل ضرب تانسور نامتناهی تعداد نامتناهی از عوامل نوع I 2 بسته به انتخاب حالت ها می تواند هر نوع داشته باشد. به طور خاص (Powers 1967) یک خانواده غیرقابل شمارش از عوامل غیرهمشکلی فوق متناهی نوع III λ برای 0 < λ < 1، به نام فاکتورهای توان ، با گرفتن یک حاصل ضرب تانسور نامتناهی از فاکتورهای نوع I 2 ، هر کدام با حالت داده شده توسط:
{\displaystyle x\mapsto {\rm {Tr}}{\begin{pmatrix}{1 \over \lambda +1}&0\\0&{\lambda  \over \lambda +1}\\\end{pmatrix}}x.}
همه جبرهای فون نویمان بسیار محدود که از نوع III 0 نیستند نسبت به عوامل آراکی-وودز هم شکل هستند، اما تعداد زیادی از نوع III 0 غیرقابل شمارش هستند که چنین نیستند.

## دو ماژول ها و عوامل فرعی
دو مدول (یا مکاتبات) فضای هیلبرت H با عملکردهای ماژول دو جبر فون نویمان در حال رفت و آمد است. Bimodule ها ساختار بسیار غنی تری نسبت به ماژول ها دارند. هر دو مدول روی دو عامل همیشه یک عامل فرعی می دهد زیرا یکی از عوامل همیشه در کموتانت دیگری قرار دارد. همچنین یک عملکرد محصول تانسور نسبی ظریف به دلیل Connes در دو مدول وجود دارد. تئوری عوامل فرعی، که توسط وان جونز آغاز شد، این دو دیدگاه به ظاهر متفاوت را با هم آشتی داد.
Bimodules همچنین برای جبر گروه فون نویمان M از یک گروه گسسته Γ مهم هستند. در واقع، اگر V هر نمایش واحدی از Γ باشد، پس با در نظر گرفتن Γ به عنوان زیرگروه مورب Γ × Γ، نمایش القایی مربوطه در l 2 (Γ, V ) به طور طبیعی یک دو مدول برای دو نسخه رفت و آمد از M است. ویژگی های نظری نمایش مهم Γ را می توان به طور کامل بر اساس دو مدول فرموله کرد و بنابراین برای خود جبر فون نویمان منطقی است. برای مثال، کانز و جونز تعریفی از آنالوگ خاصیت کژدان (T) برای جبرهای فون نویمان به این ترتیب ارائه کردند.

## عوامل غیر قابل قبول
جبرهای فون نیومن از نوع I همیشه قابل قبول هستند، اما برای انواع دیگر تعداد غیرقابل شمارشی از عوامل مختلف غیر قابل قبول وجود دارد که طبقه بندی یا حتی تشخیص آنها از یکدیگر بسیار دشوار به نظر می رسد. با این وجود، Voiculescu نشان داده است که طبقه عوامل غیرقابل قبول ناشی از ساخت فضای اندازه‌گیری گروهی، با کلاسی که از جبرهای گروه فون نویمان گروه‌های آزاد می‌آیند، متفاوت است. بعداً ناروتاکا اوزاوا ثابت کرد که جبرهای گروهی فون نویمان از گروه های هذلولی ، عوامل اول نوع II 1 را به دست می دهند، یعنی آنهایی که نمی توانند به عنوان محصولات تانسوری فاکتورهای نوع II 1 فاکتور شوند، نتیجه ای که برای اولین بار توسط Leeming Ge برای عوامل گروه آزاد با استفاده از آنتروپی آزاد Voiculescu ثابت شد. کار پوپا بر روی گروه‌های بنیادی عوامل غیرقابل پذیرش، پیشرفت مهم دیگری را نشان می‌دهد. تئوری عوامل "فراتر از فرامحدود" در حال حاضر به سرعت در حال گسترش است، با بسیاری از نتایج جدید و شگفت انگیز. ارتباط نزدیکی با پدیده سفتی در نظریه گروه هندسی و نظریه ارگودیک دارد.

## نمونه ها
- توابع محدود اساساً در فضای اندازه گیری محدود σ یک جبر فون نویمان جابجایی (نوع I 1 ) را تشکیل می دهند که بر روی توابع L 2 عمل می کند. برای برخی از فضاهای اندازه گیری غیرمتناهی که معمولاً آسیب شناسی در نظر گرفته می شوند، L∞ ( X ) جبر فون نویمان نیست. به عنوان مثال، σ-جبر مجموعه های قابل اندازه گیری ممکن است جبر قابل شمارش-شمار روی یک مجموعه غیرقابل شمارش باشد. یک قضیه تقریب اساسی را می توان با قضیه چگالی کاپلانسکی نشان داد.
- عملگرهای محدود در هر فضای هیلبرت یک جبر فون نویمان را تشکیل می دهند که در واقع عاملی از نوع I است.
- اگر نمایش واحدی از یک گروه G در فضای H هیلبرت داشته باشیم، عملگرهای محدود که با G در رفت و آمد هستند، جبر فون نویمان G′  را تشکیل می‌دهند که پیش‌بینی‌های آن دقیقاً با زیرفضاهای بسته H ثابت زیر G مطابقت دارد. زیرنمایش‌های معادل با پیش‌بینی‌های معادل در  G′ دارند. جانشین دوتایی G′ ′ از G نیز جبر فون نویمان است.
- جبر گروه فون نویمان از یک گروه گسسته G جبر همه عملگرهای محدود شده در H = l 2 ( G ) است که با عمل G در H از طریق ضرب راست رفت و آمد می کنند. می توان نشان داد که این جبر فون نویمان است که توسط عملگرهای مربوط به ضرب از سمت چپ با عنصر g ∈ G تولید می شود. اگر هر کلاس مزدوج غیر اهمیّت G بی نهایت باشد (مثلاً یک گروه آزاد غیرآبلی)، ضریب (از نوع II 1 ) است و اگر علاوه بر این G اتحادی از زیرگروه های محدود (به عنوان مثال، گروهی از همه جایگشت های اعداد صحیح که همه عناصر به جز تعداد محدودی را ثابت می کنند).
- حاصل ضرب تانسور دو جبر فون نویمان، یا یک عدد قابل شمارش با حالت ها، یک جبر فون نویمان است که در بخش بالا توضیح داده شد.
- حاصل ضرب یک جبر فون نویمان توسط یک گروه گسسته (یا به طور کلی تر به صورت محلی فشرده) قابل تعریف است و یک جبر فون نویمان است. موارد خاص عبارتند از ساخت فضایی با اندازه گیری گروهی از عوامل موری و فون نویمان و کریگر .
- جبرهای فون نویمان یک رابطه هم ارزی قابل اندازه گیری و یک گروه نمای قابل اندازه گیری را می توان تعریف کرد. این مثال‌ها جبرهای گروه فون نویمان و ساختار فضایی اندازه‌گیری گروهی را تعمیم می‌دهند.

## برنامه های کاربردی
جبرهای فون نیومن در زمینه های مختلفی از ریاضیات مانند نظریه گره ، مکانیک آماری ، نظریه میدان کوانتومی ، فیزیک کوانتومی محلی ، احتمال آزاد ، هندسه غیرجابه‌جایی ، نظریه نمایش ، هندسه دیفرانسیل ، و سیستم‌های دینامیکی کاربرد پیدا کرده‌اند.
به عنوان مثال، جبر C یک بدیهیات جایگزین برای نظریه احتمال فراهم می کند. در این مورد، این روش با نام ساخت و ساز Gelfand-Naimark-Segal شناخته می شود. این مشابه دو رویکرد برای اندازه‌گیری و ادغام است، که در آن فرد می‌تواند ابتدا معیارهای مجموعه‌ها را بسازد و بعداً انتگرال‌ها را تعریف کند، یا ابتدا انتگرال بسازد و معیارهای مجموعه را به عنوان انتگرال توابع مشخصه تعریف کند.

## همچنین ببینید
- AW*-algebra
- Central carrier
- Tomita–Takesaki theory1-An Introduction To II1 Factors ens-lyon.fr

2-Connes, A (May 1978). "On the cohomology of operator algebras". Journal of Functional Analysis (به انگلیسی). 28 (2): 248–253. doi:10.1016/0022-1236(78)90088-5.
- Araki, H.; Woods, E. J. (1968), "A classification of factors", Publ. Res. Inst. Math. Sci. Ser. A, 4 (1): 51–130, doi:10.2977/prims/1195195263MR.mw-parser-output cite.citation{font-style:inherit;word-wrap:break-word}.mw-parser-output .citation q{quotes:"\"""\"""'""'"}.mw-parser-output .citation:target{background-color:rgba(0,127,255,0.133)}.mw-parser-output .id-lock-free.id-lock-free a{background:url("//upload.wikimedia.org/wikipedia/commons/6/65/Lock-green.svg")right 0.1em center/9px no-repeat}.mw-parser-output .id-lock-limited.id-lock-limited a,.mw-parser-output .id-lock-registration.id-lock-registration a{background:url("//upload.wikimedia.org/wikipedia/commons/d/d6/Lock-gray-alt-2.svg")right 0.1em center/9px no-repeat}.mw-parser-output .id-lock-subscription.id-lock-subscription a{background:url("//upload.wikimedia.org/wikipedia/commons/a/aa/Lock-red-alt-2.svg")right 0.1em center/9px no-repeat}.mw-parser-output .cs1-ws-icon a{background:url("//upload.wikimedia.org/wikipedia/commons/4/4c/Wikisource-logo.svg")right 0.1em center/12px no-repeat}body:not(.skin-timeless):not(.skin-minerva) .mw-parser-output .id-lock-free a,body:not(.skin-timeless):not(.skin-minerva) .mw-parser-output .id-lock-limited a,body:not(.skin-timeless):not(.skin-minerva) .mw-parser-output .id-lock-registration a,body:not(.skin-timeless):not(.skin-minerva) .mw-parser-output .id-lock-subscription a,body:not(.skin-timeless):not(.skin-minerva) .mw-parser-output .cs1-ws-icon a{background-size:contain;padding:0 1em 0 0}.mw-parser-output .cs1-code{color:inherit;background:inherit;border:none;padding:inherit}.mw-parser-output .cs1-hidden-error{display:none;color:var(--color-error,#d33)}.mw-parser-output .cs1-visible-error{color:var(--color-error,#d33)}.mw-parser-output .cs1-maint{display:none;color:#085;margin-left:0.3em}.mw-parser-output .cs1-kern-left{padding-left:0.2em}.mw-parser-output .cs1-kern-right{padding-right:0.2em}.mw-parser-output .citation .mw-selflink{font-weight:inherit}@media screen{.mw-parser-output .cs1-format{font-size:95%}html.skin-theme-clientpref-night .mw-parser-output .cs1-maint{color:#18911f}}@media screen and (prefers-color-scheme:dark){html.skin-theme-clientpref-os .mw-parser-output .cs1-maint{color:#18911f}}0244773
- Blackadar, B. (2005), Operator algebras, Springer, ISBN 3-540-28486-9, corrected manuscript (PDF), 2013
- Connes, A. (1976), "Classification of Injective Factors", Annals of Mathematics, Second Series, 104 (1): 73–115, doi:10.2307/1971057, JSTOR 1971057
- Connes, A. (1994), Non-commutative geometry, Academic Press, ISBN 0-12-185860-X.
- Dixmier, J. (1981), Von Neumann algebras, ISBN 0-444-86308-7 (A translation of Dixmier, J. (1957), Les algèbres d'opérateurs dans l'espace hilbertien: algèbres de von Neumann, Gauthier-Villars, the first book about von Neumann algebras.)
- Jones, V.F.R. (2003), von Neumann algebras (PDF); incomplete notes from a course.
- Kostecki, R.P. (2013), W*-algebras and noncommutative integration, arXiv:1307.4818, Bibcode:2013arXiv1307.4818P.
- McDuff, Dusa (1969), "Uncountably many II1 factors", Annals of Mathematics, Second Series, 90 (2): 372–377, doi:10.2307/1970730, JSTOR 1970730
- Murray, F. J. (2006), "The rings of operators papers", The legacy of John von Neumann (Hempstead, NY, 1988), Proc. Sympos. Pure Math., vol. 50, Providence, RI.: Amer. Math. Soc., pp. 57–60, ISBN 0-8218-4219-6 A historical account of the discovery of von Neumann algebras.
- Murray, F.J.; von Neumann, J. (1936), "On rings of operators", Annals of Mathematics, Second Series, 37 (1): 116–229, doi:10.2307/1968693, JSTOR 1968693. This paper gives their basic properties and the division into types I, II, and III, and in particular finds factors not of type I.
- Murray, F.J.; von Neumann, J. (1937), "On rings of operators II", Trans. Amer. Math. Soc., American Mathematical Society, 41 (2): 208–248, doi:10.2307/1989620, JSTOR 1989620. This is a continuation of the previous paper, that studies properties of the trace of a factor.
- Murray, F.J.; von Neumann, J. (1943), "On rings of operators IV", Annals of Mathematics, Second Series, 44 (4): 716–808, doi:10.2307/1969107, JSTOR 1969107. This studies when factors are isomorphic, and in particular shows that all approximately finite factors of type II1 are isomorphic.
- Powers, Robert T. (1967), "Representations of Uniformly Hyperfinite Algebras and Their Associated von Neumann Rings", Annals of Mathematics, Second Series, 86 (1): 138–171, doi:10.2307/1970364, JSTOR 1970364
- Sakai, S. (1971), C*-algebras and W*-algebras, Springer, ISBN 3-540-63633-1
- Schwartz, Jacob (1967), W-* Algebras, ISBN 0-677-00670-5
- "von Neumann algebra", Encyclopedia of Mathematics, EMS Press, 2001 [1994]
- Takesaki, M. (1979), Theory of Operator Algebras I, II, III, ISBN 3-540-42248-X
- von Neumann, J. (1930), "Zur Algebra der Funktionaloperationen und Theorie der normalen Operatoren", Math. Ann., 102 (1): 370–427, Bibcode:1930MatAn.102..685E, doi:10.1007/BF01782352. The original paper on von Neumann algebras.
- von Neumann, J. (1936), "On a Certain Topology for Rings of Operators", Annals of Mathematics, Second Series, 37 (1): 111–115, doi:10.2307/1968692, JSTOR 1968692. This defines the ultrastrong topology.
- von Neumann, J. (1938), "On infinite direct products", Compos. Math., 6: 1–77. This discusses infinite tensor products of Hilbert spaces and the algebras acting on them.
- von Neumann, J. (1940), "On rings of operators III", Annals of Mathematics, Second Series, 41 (1): 94–161, doi:10.2307/1968823, JSTOR 1968823. This shows the existence of factors of type III.
- von Neumann, J. (1943), "On Some Algebraical Properties of Operator Rings", Annals of Mathematics, Second Series, 44 (4): 709–715, doi:10.2307/1969106, JSTOR 1969106. This shows that some apparently topological properties in von Neumann algebras can be defined purely algebraically.
- von Neumann, J. (1949), "On Rings of Operators. Reduction Theory", Annals of Mathematics, Second Series, 50 (2): 401–485, doi:10.2307/1969463, JSTOR 1969463. This discusses how to write a von Neumann algebra as a sum or integral of factors.
- von Neumann, John (1961),  Taub, A.H. (ed.), Collected Works, Volume III: Rings of Operators, NY: Pergamon Press. Reprints von Neumann's papers on von Neumann algebras.
- Wassermann, A. J. (1991), Operators on Hilbert space

1. ↑  Connes, A (May 1978). "On the cohomology of operator algebras". Journal of Functional Analysis (به انگلیسی). 28 (2): 248–253. doi:10.1016/0022-1236(78)90088-5.